# 伊里底蜜施骨咄禄毗伽可汗
伊里底蜜施骨咄禄毗伽（?—?），突骑施黑姓可汗。河西节度使夫蒙灵詧斩杀莫贺达干，以都摩度為三姓葉護。天寶元年，突騎施请立黑姓伊里底蜜施骨咄禄毗伽。天宝三载（744年）六月十二，唐玄宗册封他为十姓可汗，突骑施汗国完全成为唐朝的属国。
| 前任： 莫贺达干 | 突骑施可汗 744年—749年 | 繼任： 移拨 |